# Håkon Tønsager
Håkon Tønsager   (Oslo, 31 de juliol de 1890 - Oslo, 15 de gener de 1975) va ser un remer noruec que va competir a començaments del segle xx. Era germà del també remer Ejnar Tønsager.
El 1912 va prendre part en els Jocs Olímpics d'Estiu d'Estocolm, on va disputar la competició del quatre amb timoner del programa de rem. Quedà eliminat en semifinals i se li atorgà la medalla de bronze.